# Microcharon sabulum
Microcharon sabulum är en kräftdjursart som beskrevs av Brian Frederick Kensley1984. Microcharon sabulum ingår i släktet Microcharon och familjen Microparasellidae. Inga underarter finns listade i Catalogue of Life.